# Louis-Marie de La Roche Saint-André
Pour les autres membres de la famille, voir famille de La Roche-Saint-André.
Louis-Marie de La Roche Saint-André, né à Fresnay-en-Retz (Loire-Atlantique) le 23 mars 1751 et mort à Savenay (Loire-Atlantique) le 23 décembre 1793, est un aristocrate qui participa à la Guerre de Vendée. Il était à la tête des quelques centaines de Vendéens lors de la première bataille de Pornic le 23 mars 1793.

## Biographie

### Origines et famille
Louis-Marie de La Roche Saint-André, fils de Louis de La Roche Saint-André et de Louise Gabrielle du Chilleau, était le chef de nom et d'armes de la famille de La Roche-Saint-André. Il est le frère ainé de Louis-Henry de La Roche Saint-André, de Gabriel-Marie de La Roche Saint-André et d'Augustin-Joseph de La Roche Saint-André qui tous prirent part à la Guerre de Vendée.
Après avoir été page de la Grande Écurie, il fut nommé sous-lieutenant au régiment royal étranger de cavalerie le 1er juin 1772 mais cessa très vite sa carrière militaire.
Le 28 mai 1787, il fut admis avec son frère Gabriel-Marie aux honneurs de la cour et à monter dans les carrosses du roi.
C'est lui qui vendit en 1791 le manoir de la Grande Roche à Saint-André-Treize-Voies, berceau de la famille de La Roche-Saint-André. Il demeurait ordinairement au manoir des Planches, à La Garnache.
Il avait épousé le 20 janvier 1789 Magdeleine Perrine Marie Le Denays de Cargouët, dont il avait eu une fille unique Louise-Octavie, morte à Rennes en 1796 à l'âge de trois ans.

### Les débuts du soulèvement vendéen
Le 12 mars 1793, ayant trouvé porte close à Fonteclose, le manoir de Charette, des paysans vendéens arrivent aux Planches pour demander Louis-Marie afin d'en faire leur chef. Sur son refus, ceux-ci l’emmènent de force et c'est en robe de chambre qu'il arrive au comité royaliste de Machecoul. Dès le lendemain, il seconde déjà Louis Guérin lors de la prise du Bourgneuf, mais ne se compromet pas dans les assassinats qui y sont commis.
Le 23 mars 1793, il est à la tête de plusieurs centaines de Vendéens qui participent à la prise de Pornic. Supérieurs en nombre, ils prennent la ville sans difficulté. Mais Louis-Marie de La Roche Saint-André ne parvient pas à retenir la liesse des vainqueurs qui, rapidement ivres et incapables de réaction, se font défaire le soir même par trente à cinquante Républicains. Dans la déroute, il est pris en croupe par Baudouin, commandant de Sainte-Pazanne, qui le transporte jusqu'à Machecoul. Mais les rescapés du massacre s'en prennent à leur chef. Déconsidéré après sa défaite le 23 mars 1793 à la première bataille de Pornic, menacé par le comité royaliste de Machecoul et René Souchu, il fuit Machecoul le soir même et trouve refuge sur l'île de Noirmoutier.
Le 2 avril, à la tête de 42 insurgés de Barbâtre, il rejoint Guerry du Cloudy à La Grève et se place ainsi sous l'autorité de Jean-Baptiste Joly.
Il est ensuite simple officier dans l'armée du Centre, sous le commandement de Royrand. Il est blessé pendant l'été 1793 au cours de l'une des batailles de Luçon.
Il participe ensuite à la Virée de Galerne, où l'on retrouve sa signature auprès de celles des principaux chefs vendéens.
Le 23 décembre 1793, à l'issue de la bataille de Savenay, alors qu'il fait partie du dernier carré commandé par Marigny, qui combat pour donner aux femmes et aux enfants le temps de fuir, il tombe à l'endroit-même où s'élève aujourd'hui la croix rappelant ce combat.